# Monmouth, Oregon
Monmouth (IPA: [mɑn məθ] là một thành phố trong Quận Polk, tiểu bang Oregon, Hoa Kỳ. Nó được đặt tên theo Monmouth, Illinois vì những người di cư đầu tiên nhất đến đây từ thành phố đó. Dân số là 7.741 theo Điều tra Dân số Hoa Kỳ năm 2000. Ước tính của năm 2006 là 9.125 cư dân.

## Lịch sử
Monmouth được định cư năm 1853 bởi một nhóm người tiên phong mà đã quyết định để riêng 640 mẫu Anh (2,6 km²) để xây cả một thành phố và một "trường cao đẳng với danh nghĩa nhà thờ Kitô hữu" theo lời Lewis MacArthur viết trong Địa danh của Oregon, và dùng số tiền bán những khu đất này để thành lập Đại học Monmouth. Vì thế từ lúc ban đầu thì trường cao đẳng này đã là một phần tử của cộng đồng. Tuy nhiên, vào đầu thập niên 1880, trường cao đẳng xuống dốc vì thời kỳ khó khăn. Năm 1882, chủ quyền bị chuyển sang tiểu bang Oregon và nó được đặt tên lại là Trường Sư phạm Tiểu bang Oregon tại Monmouth. Hiện tại nó được biết như là Đại học Tây Oregon. Ngoài trường đại học ra, toàn thành phố là một thị trấn nông nghiệp.
Một sách lịch sử tuyệt vời về Monmouth và trường cao đẳng của nó đã được Ellis Stebbins, một nhân viên giữ sổ sách hồi hưu của Trường Cao đẳng Sư phạm Oregon, xuất bản.
Nhiều thập niên qua, Monmouth là một hiềm khích lâu dài với thành phố Independence lân cận. Nguyên nhân một phần là do lệnh cấm bán chất rượu và cồn trong các siêu thị, nhà hàng và quán bar, và Independence lại muốn thay thế để lấp sự thiếu vắng này. Sở cảnh sát thành phố Monmouth trong nhiều năm luôn xếp đặt một số nhân viên cảnh sát theo dõi biên giới phía đông thành phố vào thời gian các quán bar ở thành phố Independence đóng cửa. Sự hiềm khích này gia tăng khi thành phố thực hiện cho các cống rãnh chưa được xử lý vào Lạch Ash mỗi mùa thu, khiến có một năm đã làm ngập lụt Independence với các chất cặn thối khi những đám mưa mùa thu đến trễ.
Tình trạng của Monmouth như một thành phố không rượu bia cuối cùng ở miền tây Hoa Kỳ chấm dứt bằng một cuộc trưng cầu dân ý trong mùa bầu cử tháng 11 năm 2002. Hối hả vì tiệm tạp hóa cuối cùng của Monmouth đóng cửa, và vì ngành bán lẻ xuống dốc, ba người đàn ông địa phương (John Oberst, Paul Sieber, và Chuck Sheffield) đã vận động một cuộc trưng cầu dân ý cho phép bác rượu va bia trong thành phố. Cuộc trưng cầu thành công với tỉ lệ 57-43%.
Sự hiềm khích giữa Monmouth và Independence dịu xuống trong thập niên vừa qua. Năm 2006, hai thành phố cùng làm việc với nhau để mở dịch vụ truyền thông của họ, M/INet.

## Địa lý
Monmouth nằm ở vị trí 44°50′57″B 123°13′48″T / 44,84917°B 123,23°TĐã đưa tham số không hợp lệ vào hàm {{#coordinates:}} (44.849153, -123.230004)1. Nó ở khoảng 15 dặm về phía tây của Salem, Oregon trên Xa lộ tiểu bang Oregon 99W.
Theo Cục Điều tra Dân số Hoa Kỳ, thành phố có tổng diện tích là 5,0 km² (1,9 mi²), tất cả là đất.